# Starý mlýn (Modřany)
Starý mlýn v Modřanech v Praze je zaniklý vodní mlýn, který stál na pravém břehu Vltavy pod cukrovarem.

## Historie
Vodní mlýn je zmíněn již roku 1088 v zakládací listině kapituly vyšehradské, vydané králem Vratislavem I., ve které se uvádí „poplužní dvůr a mlýn v Modřanech“. Kosmova kronika uvádí, že v roce 1118 přišla „katastrofální povodeň, jaké prý od potopy světa nebylo, odnesla mlýn a několik rybáren v Modřanech“. Král Václav I. daroval roku 1230 proboštovi vyšehradskému „poplužní dvůr, mlýn, vinici a dva rybáře v Modřanech“.
V roce 1329 nechala královna Eliška spálit mlýny v Komořanech a Modřanech, vystavěné k újmě Zbraslavského kláštera. K roku 1479 je mezi přísežnými mlynáři dohlížejícími na vltavské jezy jmenován Vondra z Modřan a Pavel z Komořánek.
Gabriel Krištof Želiňský ze Sebuzína držel před rokem 1621 část vsi Modřan včetně „mlýna nade vsí, při řece Vltavě, o šesti kolech moučných, o jednom stupním a s dvěma pilami“. Mlýn byl pravděpodobně zničen za třicetileté války a roku 1690 znovu postaven. K roku 1817 jej vlastnil modřanský mlynář Jan Václavík, který nechal nad ním postavit kříž.
V roce 1827 byl prodán podle nařízení navigačnímu fondu, který následně odstranil jezy, protože překážely plavbě po Vltavě. Z mlýna zbyly jen holé zdi a sklepy. V roce 1861 byl na jeho místě postaven cukrovar českých cukrovarníků Urbánka a Wagnera.

## Popis
V roce 1621 měl mlýn šest kol moučných, jednu stoupu a dvě pily.